# Yamakasi
Yamakasi är en grupp franska utövare och grundare av art du déplacement, också känt och kanske mest känt som parkour. Ordet Yamakasi härstammar från Lingala som betyder ungefär Strong body, strong man, strong spirit. Parkour grundades under 1980-talet i en Fransk förort till Paris, Lisses, 1980-talet. Gruppen bestod av Yann Hnautra, Chau Belle, David Belle, Laurent Piemontesi, Sébastien Foucan, Guylain N'Guba Boyeke, Charles Perriere, Malik Diouf and Williams Belle.